# ㅣ
ㅣ(이)는 한글 낱자의 스물넷째 글자이다. 현대 한국어에서는 전설 비원순 고모음([i])이다. 강약 또는 음양으로는 중성모음이 된다.

## 역사
훈민정음에서는 다음과 같이 설명한다.

ㅣ는 侵(침)의 중성과 같다.
ㅣ、如侵字中聲。
— 《훈민정음》

ㆍ는 혀가 오그라들고 소리가 깊다. 하늘이 열린 것은 첫 번째(子)이다. 모양은 둥글어 하늘을 본땄다.
ㅡ는 혀가 조금 오그라들고 소리가 깊지도 얕지도 않다. 땅이 펼쳐진 것은 두 번째(丑)이다. 모양은 평평하여 땅을 본땄다.
ㅣ는 혀가 오그라들지 않고 소리는 얕다. 사람이 태어난 것은 세 번째(寅)이다. 모양은 서있어 사람을 본땄다.
ㆍ舌縮而聲深、天開於子也。形之圓、象乎天也。
ㅡ舌小縮而聲不深不淺、地闢於丑也。形之平、象乎地也。
ㅣ舌不縮而聲淺、人生於寅也。形之立、象乎人也。
— 《훈민정음 해례》(訓民正音解例), 〈제자해〉(制字解)

15세기 당시의 음가는 현대 한국어와 마찬가지로 전설 비원순 고모음([i])이었을 것으로 추정된다.

## 사용

### 합자
- ㅕ+ㅣ=ㅖ [je]
- ㅜ+ㅣ=ㅟ [y](또는 [wi])[1]
- ㅜ+ㅓ+ㅣ=ㅞ [we]
- ㅑ+ㅣ=ㅒ

### 구개음화
ㄷ, ㅌ 끝소리를 뒤이어서 모음 ㅣ를 포함하는 조사나 접미사 등의 종속적 관계를 가진 형식 형태소가 나오면, ㄷ, ㅌ이 구개음화하여 ㅈ, ㅊ으로 바뀐다. (한글 맞춤법 제6항) 이때 이것은 발음에 미치는 영향을 말하는 것이기 때문에 표기는 ㅈ, ㅊ으로 바뀌지 않는다.
- 맏이(표기) → [마지](발음)
- 밭이(표기) → [바치](발음)

## 코드값
| 종류                  | 글자 | 유니코드 | HTML     |
| --------------------- | ---- | -------- | -------- |
| 한글 호환 자모 영역   | ㅣ   | U+3163   | &#12643; |
| 한글 자모 영역        | ᅟᅵ   | U+1175   | &#4469;  |
| 한양 사용자 정의 영역 |   | U+F84F   | &#63567; |
| 반각                  | ￜ    | U+FFDC   | &#65500; |